# Xanthocalanus obtusus
Xanthocalanus obtusus är en kräftdjursart som beskrevs av Farran 1904. Xanthocalanus obtusus ingår i släktet Xanthocalanus och familjen Phaennidae. Inga underarter finns listade i Catalogue of Life.